# Anisozyga sexmaculata
Anisozyga sexmaculata là một loài bướm đêm trong họ Geometridae.